# Аруба на Летњим олимпијским играма 2008.
Аруба се такмичила на Олимпијским играма 2008. одржаним у Пекингу, Кина од 8 до 24. августа 2008. Ово је било шесто учешће Арубе на Олимпијским играмма. Први пут су се појавили на играма на Олимпијским играма 1988. у Сеулу.
Учествовали су са два такмичара (оба мушкарца) у два спорта пливању и џудоу. На свечаном отварању заставу је носио џудиста Фидерд Вис. Аруба није освојила ниједну медаљу.

## Учесници по спортовима
| Спорт     | Мушкарци | Жене | Укупно |
| --------- | -------- | ---- | ------ |
| Пливање   | 1        | 0    | 1      |
| Џудо      | 1        | 0    | 1      |
| Укупно(2) | 2        | 0    | 2      |

## Пливање
| Пливач      | Дисциплина     | Група    | Група | Полуфинале       | Полуфинале       | Финале           | Финале           |
| Пливач      | Дисциплина     | Резултат | Место | Резултат         | Место            | Резултат         | Место            |
| ----------- | -------------- | -------- | ----- | ---------------- | ---------------- | ---------------- | ---------------- |
| Јан Рудзант | 100 м слободно | 51,69    | 53/64 | Није се пласирао | Није се пласирао | Није се пласирао | Није се пласирао |

## Џудо
Мушкарци
| Џудиста    | Дисциплина | Прелиминарно такмичење | Шеснестина финала          | Осмина финала      | Четвртина финала   | Полуфинале         | Финале             |
| Џудиста    | Дисциплина | Противник Резултат     | Противник Резултат         | Противник Резултат | Противник Резултат | Противник Резултат | Противник Резултат |
| ---------- | ---------- | ---------------------- | -------------------------- | ------------------ | ------------------ | ------------------ | ------------------ |
| Фидерд Вис | −81 кг     | без борбе              | Гуо Леи Кина Пор 1100-0000 | Није се пласирао   | Није се пласирао   | Није се пласирао   | Није се пласирао   |